# La Trinité-sur-Mer
La Trinité-sur-Mer è un comune francese di 1 665 abitanti situato nel dipartimento del Morbihan nella regione della Bretagna, che si affaccia sulla baia di Quiberon.
Ha dato i natali al cantante Alain Barrière ed al politico Jean-Marie Le Pen.

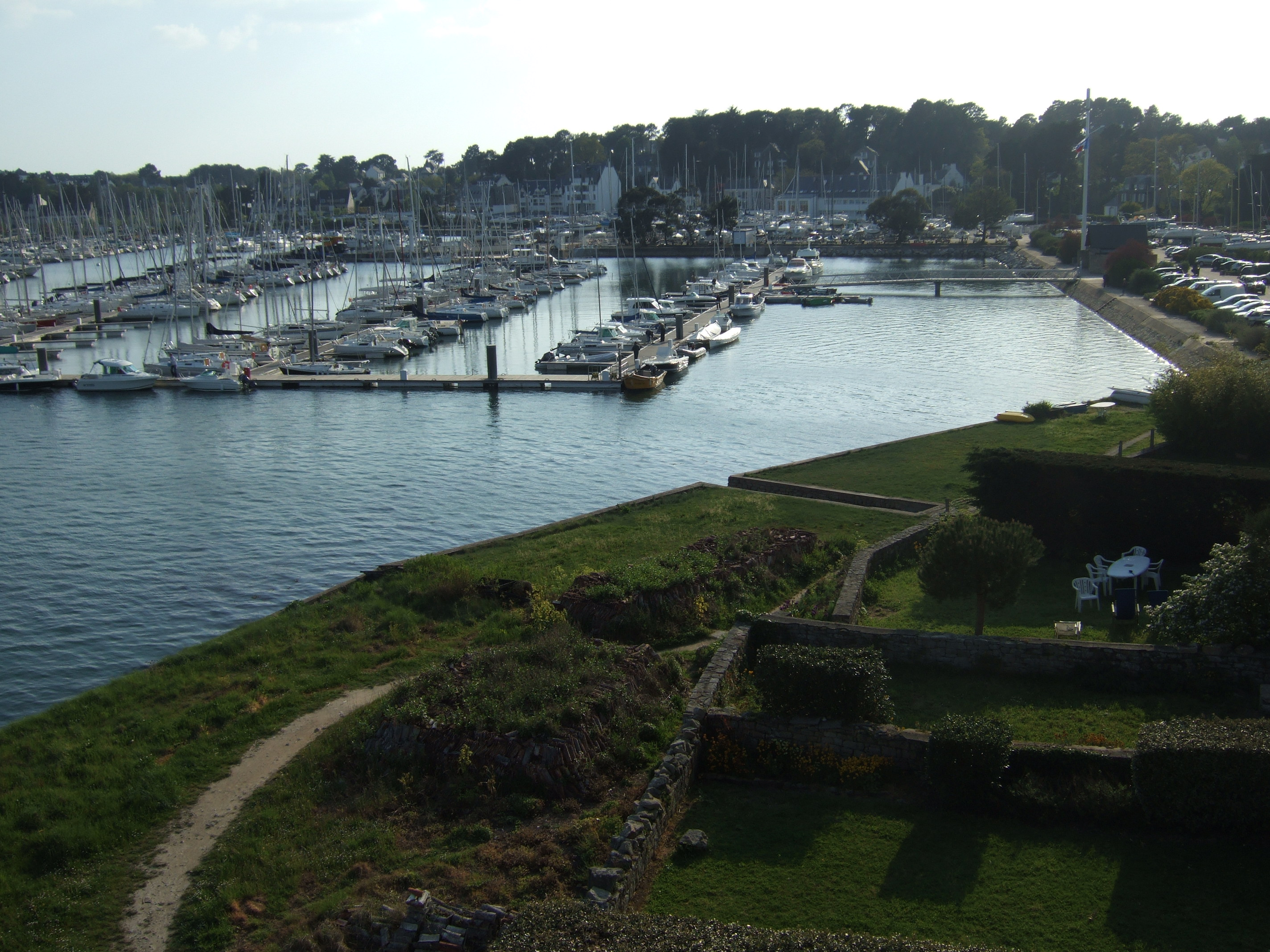
Vista del porto dal Pont de Kerisper, che porta a Saint-Philibert.

## Società

### Evoluzione demografica
Abitanti censiti